# Эллиотов райский зимородок
Эллиотов райский зимородок (лат. Tanysiptera ellioti) — вид птиц семейства зимородковых, подвидов не выделяют. Эндемик острова Кофиау. Видовое название дано в честь американского орнитолога Даниэля Жиро Эллиота.

## Описание
Эллиотов райский зимородок достигает длины 33—34 см, из которых 10—11 см приходится на длинный хвост. Половой диморфизм не выражен. Голова и верхняя часть тела тёмно-синие; надхвостье, хвост и нижняя часть тела белые. Центральные рулевые перья длинные и заострённые. Клюв красный.

## Распространение и места обитания
Эллиотов райский зимородок является эндемиком индонезийского острова Кофиау в архипелаге Раджа-Ампат, расположенного у западного побережья Новой Гвинеи. Обитает в первичных лесах, горных вторичных лесах и влажных субтропических/тропических низменностях. Этот вид также встречается в деревенских садах, поросших редким лесом. Он питается насекомыми и червями, которых ловит на земле.